# 1960 en sociologie
| Années de la sociologie : 1957 - 1958 - 1959 - 1960 - 1961 - 1962 - 1963    |
| Décennies de la sociologie : 1930 - 1940 - 1950 - 1960 - 1970 - 1980 - 1990 |

Cet article présente les événements de l'année 1960 dans le domaine de la sociologie. 

## Publications

### Livres
- Georg Lukács, Signification présente du réalisme critique, Gallimard.
- Georges Gurvitch, « Problèmes de sociologie du droit », dans Traité de sociologie.
- Joseph T. Klapper, The effects of mass communication, Free Press[1]

## Évènements
- Commémoration du centenaire d'Émile Durkheim à la Sorbonne, retardé depuis 1958[2]